# NGC 5668
NGC 5668 ist eine 11,6 mag helle Spiralgalaxie vom Hubble-Typ Sd im Sternbild Jungfrau, die schätzungsweise 70 Millionen Lichtjahre von der Milchstraße entfernt ist. 
In der Galaxie wurden die Supernovae SN 1952G, SN 1954B und SN 2004G4 beobachtet.
Das Objekt wurde am 29. April 1786 von Wilhelm Herschel mit einem 18,7-Zoll-Spiegelteleskop entdeckt, der sie dabei mit „F, S, lE, resolvable, preceding 2 very considerably small stars“ beschrieb.

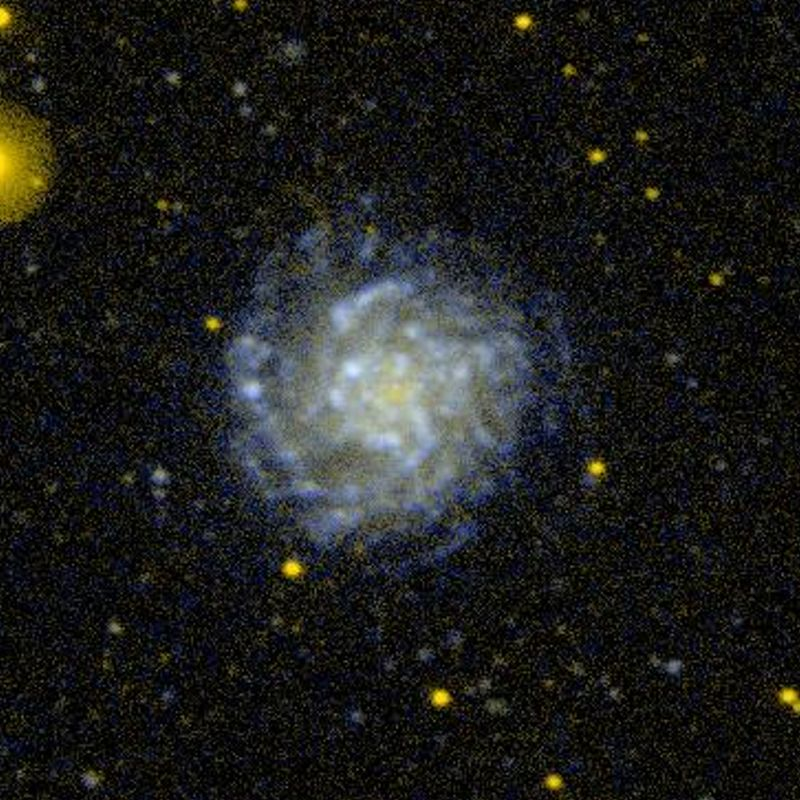
Ultraviolet-Aufnahme mittels GALEX